# جاستین کرزل
جاستین دالاس کرزل (انگلیسی: Justin Dallas Kurzel؛ ‏ ‎/kɜːrˈzɛl/‎؛‏ ‏ زادهٔ ۳ اوت ۱۹۷۴) کارگردان فیلم و فیلم‌نامه‌نویس اهل استرالیا است.
از فیلم‌هایی که وی در آن‌ها نقش داشته‌است، می‌توان به تاریخچه حقیقی دار و دسته کلی، اساسینز کرید، مکبث و چرخش اشاره نمود.